# Брыково (Ярославская область)
Брыково — деревня в Михайловском сельском округе Волжского сельского поселения Рыбинского района Ярославской области.
Небольшая деревня расположена на левом берегу реки Иода. Деревня стоит выше по течению центра сельского округа села Михайловского. Автомобильная дорога от Михайловского на Александрову Пустынь в этом районе проходит по прямой на деревню Бесово, в стороне от берега реки, примерно в 2 км западнее деревни Брыково. По берегу Иоды идёт просёлочная дорога, связывающая стоящие по реке деревни Юркино, Мальинское, Брыково, Гридино, Мокеевское и выходящая на автомобильную дорогу в Бесово. В окретсностях деревни в основном сельскохозяйственные земли, перемежающиеся небольшими перелесками. На противоположном берегу Иоды стоит деревня Борисовское, а на расстоянии около 3 км к востоку проходит железная дорога Рыбинск—Ярославль и расположена станция Торопово.
Деревня Брыкова указана на плане Генерального межевания Рыбинского уезда 1792 года.
На 1 января 2007 года в деревне числился 1 постоянный житель. Почтовое отделение в Михайловском обслуживает в деревне 4 дома.